# Ramu Tokashiki
Ramu Tokashiki (渡嘉敷来夢, Tomashiki Ramu), née le 11 juin 1991 à Kita-ku, est une joueuse japonaise de basket-ball.

## Biographie
Arrivée dans la ligue japonaise WJBL en 2010 aux JX-Eneos Sunflowers, elle est nommée meilleure joueuse de la ligue dès son année rookie. En quatre ans, elle mène son équipe à autant de titres de champion. En 2014-2015, elle en tête de plusieurs catégories statistiques: points (18,0), rebonds (11,5), contres (2,13) et adresse aux tirs (59,8 %).
Début 2015, elle signe un contrat avec la franchise WNBA du Storm de Seattle, devenant la troisième japonaise à rejoindre la ligue américaine après Mikiko Hagiwara pour les Monarchs de Sacramento et le Mercury de Phoenix et Yuko Oga pour le Mercury en 2008, aucune des deux n'ayant cependant inscrit plus de 3 points de moyenne par rencontre. Sans rivale au Japon, elle recherche l'émulation outre-Pacifique. D'un dunk à l'entraînement, elle capte l'intérêt de Sue Bird qui dit d'elle « Tok est probablement une des intérieures les plus rapides que j'ai vues. »
Pour sa première rencontre, elle joue 20 minutes pour six points, un rebond et deux contres. Fin juin, elle réalise deux belles sorties avec 14 points (7 sur 13) en 31 minutes lors d'une défaite 71-73 face aux Stars de San Antonio, puis 21 points à 10 sur 15 en 23 minutes lors d'un nouveau revers du Storm 89-93 face au Shock de Tulsa. Ayant des capacités d'assimilation rapides, sa coach Jenny Boucek la fait enrichir son jeu notamment à mi-distance.
Le 28 juin, elle inscrit 21 points, son nouveau record personnel et intègre ensuite le cinq de départ. Rapidement populaire, il lui manque seulement 442 votes pour intégrer le cinq de départ de la conférence ouest du WNBA All-Star Game 2015. Elle s'absente fin août pour disputer le championnat d'Asie 2015, qualificatif pour les Jeux olympiques de 2016, avec son équipe nationale. Elle figure également dans la WNBA All-Rookie Team 2015 en quatrième position. Lors de la dernière rencontre de la saison, Jenny Boucek la teste au poste de l'ailière (numéro 3) en prévision d'une évolution possible la saison suivante. Après cette saison rookie prometteuse, elle conclut en février 2016 un nouveau contrat pluriannuel avec le Storm, sa coach ne tarissant pas d'éloges : « Taku est un clé de voute de notre avenir. Sa passion, son athlétisme, son abnégation et son instinct du jeu combinés font d'elle un leader des deux côtés du terrain. Le ciel est sa limite ».
Elle annonce qu'elle ne jouera pas la saison WNBA 2018 avec le Storm pour donner la priorité à la préparation de la sélection nationale japonaise pour la Coupe du monde 2018.
Pour 2017-2018, elle joue au Japon avec JX Eneos.

## Équipe nationale
Avec elle, le Japon remporte le Championnat d'Asie 2013 43 ans après son dernier succès et elle reçoit le trophée de meilleure joueuse du tournoi avec 17,1 points de moyenne.
Fin août 2015, elle manque quatre rencontres WNBA pour disputer avec le Japon le Championnat d'Asie qui se tient du 29 août au 5 septembre à Wuhan en Chine. Meilleure joueuse du tournoi, elle aide le Japon à remporter la médaille d'or et une qualification directe pour les Jeux olympiques de 2016.

## Palmarès
- Championne du Japon (2012, 2013, 2014, 2015)
- Médaille d'or au Championnat d'Asie 2013
- Médaille d'or au Championnat d'Asie 2015[14].

## Distinctions personnelles
- MVP de la ligue japonaise (2012, 2015)
- MVP du Championnat d'Asie 2013
- MVP du Championnat d'Asie 2015[14].
- WNBA All-Rookie Team 2015[8]